# Juliet (televisieserie)
Juliet is een Vlaamse televisieserie uit 2024 met Charlotte De Bruyne en Nabil Mallat in de hoofdrollen. Juliet is een idee van thrillerauteur Hilde Vandermeeren en Roel Mondelaers. Het was Vandermeeren, die hoofdpersonage, locatie en de eerste twee afleveringen bedacht, haar eerste televisieproject. Het televisiescript is van de schrijvers achter Flikken, De Ridder, Vermist en Dode hoek. Juliet werd geregisseerd door Anke Blondé, gekend van Red light en The Best of Dorien B.

## Plot
Nadat haar vader in De Haan is overleden, keert Juliet Dumon (Charlotte De Bruyne), die een leven had opgebouwd als politierechercheur in Brussel, terug naar de kust. Haar broer Danny is ook verdwenen en diens veertienjarige dochter Chloë (Amber Naert) die bij haar grootvader werd opgevangen heeft een nieuwe thuis nodig. Juliet gaat tijdelijk aan de slag bij de plaatselijke recherche waar ze een team vormt met Jamal Haout (Nabil Mallat) en gaat intussen op zoek naar een pleeggezin voor haar nichtje Chloë. 

## Rolverdeling
- Charlotte De Bruyne als Juliet Dumon (6 afleveringen)
- Nabil Mallat als Jamal Haout (6 afleveringen)
- Amber Naert als Chloë Dumon (6 afleveringen)
- Nicki von Tempelhoff als Klaus Fiedler (6 afleveringen)
- Fania Sorel als Conny Lefever (6 afleveringen)
- Mil Sinaeve als Nico (6 afleveringen)
- Charlotte Vandermeersch als Trix (6 afleveringen)
- Giulia De Smet als Juliet 17 jaar (6 afleveringen)
- Arend Pinoy als Jonas (5 afleveringen)
- Salomé Crickx als Céline (4 afleveringen)
- Pieter Genard als Herman Dumon (3 afleveringen)
- Maarten Ketels als Danny Dumon (3 afleveringen)
- Mila Peelman als Juliet 8 jaar (3 afleveringen)
- Jul Goossens als Danny 16 jaar (3 afleveringen)
- Ikram Aoulad als Meyrem Yildiz (2 afleveringen)
- Wennie De Ruyck als Vader Colpaert (2 afleveringen)
- Greg Timmermans als Serge Vantorre (2 afleveringen)
- Emilie De Roo als Karolien Timmers (2 afleveringen)
- Dolores Bouckaert als Tania Colpaert (2 afleveringen)
- Abbas Fasaei als Saïd Fitouri (2 afleveringen)
- Dries Heyneman als Gert Dossche (2 afleveringen)
- Piet De Praitere als Koen Delrue (2 afleveringen)
- Ben Segers als Carlo Lybaert (2 afleveringen)
- Amara Reta als Amira Fitouri (2 afleveringen)
- Jobst Schnibbe als Magnus (2 afleveringen)
- Frederika Del Nero als Evelien (2 afleveringen)
- Stella Mancini als Ulrike (2 afleveringen)
- Tanya Zabarylo als Freya (2 afleveringen)
- Flor Verhasselt als Danny 7 jaar (2 afleveringen)
- Lore Dejonckheere als Dokter De Rooij (2 afleveringen)
- Jasper Van Steen als Jasper (2 afleveringen)
- Noud Ide als Kobe (2 afleveringen)
- Luca Van Steen als Luca (2 afleveringen)
- Amalia Decock als Anna (2 afleveringen)
- Dominique Dauwe als Jeffrey Bauwens (2 afleveringen)
- Melissa Mabesoone als Laura (1 aflevering)
- Dirk Van Dijck als Roland Vantorre (1 aflevering)
- Aaron Roggeman als Alex Van Dooren (1 aflevering)
- Jan Hammenecker als Gene Vermeire (1 aflevering)
- Mieke Dobbels als Claire Devos (1 aflevering)
- Gene Bervoets als Guillaume Duvivier (1 aflevering)
- Livia Perneel als Lara Mertens (1 aflevering)
- Jule Bauwens als Amber Colpaert (1 aflevering)
- Fleur Vanderjeugt als Fleur Delrue (1 aflevering)
- Robbe Christiaens als Thomas Vermeire (1 aflevering)
- Hannes Reckelbus als Joren Smets (1 aflevering)
- Anne Denolf als Sociaal assistente (1 aflevering)
- Ilse De Koe als Marianne (1 aflevering)
- Lia Vanderbeck als Lia (1 aflevering)
- Adrian Sack als Wetsdokter (1 aflevering)
- Hariette Sylva als Maaltijdkoerier (1 aflevering)
- Verona Verbakel als Danslerares (1 aflevering)
- Jorre Vandenbussche als Ober restaurant (1 aflevering)
- Julie Delrue als Tamara

## Productie
De serie werd opgenomen van oktober 2022 tot en met januari 2023. De belle-époque-villa die in de serie de woonplaats van Juliet en haar nicht Chloé is, is Villa Ma Normandie, gelegen op de zeedijk zelf. De villa in Normandische stijl werd er eind jaren 1920 gezet voor de Brusselse ondernemer Georges Cousin. Het politiebureau in de serie is eigenlijk het gemeentehuis. Ook in Het Zonnehuis aan de Normandiëlaan, Chalet Les Chardons aan de Drift, Villa Clair Matin aan de Cellinilaan, Hotel Joli bois aan de Jean d'Ardennelaan, een antiekzaak aan de Ringlaan, BZIO Revalidatieziekenhuis campus Imbo en op de zeedijk van Oostende werd gefilmd.
Eyeworks produceerde de reeks in coproductie met Warner Bros Duitsland. Een internationale distributeur zorgt voor wereldwijde verkoop. De reeks kwam tot stand met steun het VAF/Mediafonds, Screen Flanders, Westtoer/De Haan-Wenduine en de tax-shelter-maatregel van de federale overheid.
De serie werd van 26 november tot 10 december 2023 ook uitgezonden op de Duitse ZDF in drie afleveringen van anderhalf uur. In Nederland was de serie vanaf 24 januari 2024 te zien op streamingsdienst Videoland. Van 3 maart 2024 tot 7 april 2024 werd de serie uitgezonden in zes afleveringen op VRT 1.